# Tepsifejűharcsa-félék
A harcsaalakúak rendjének legnagyobb családja, a tepsifejű harcsafélék (Loricariidae) több mint 700 fajt számlál, és évről évre újabbakat fedeznek föl. Az összes faj Közép- és Dél-Amerikából származik, könnyen felismerhetők tapadókorong alakú szájukról és lapos testükről.

## Előfordulásuk
Az Andok mindkét oldalán elterjedtek, bár az egyes fajok általában viszonylag kis területen fordulnak elő. Costa Rica, Panama és Dél-Amerika területén honosak, az édesvizek lakói. Leggyakrabban gyorsfolyású vizekben élnek, 3 ezer méter tengerszint feletti magasságig, de gyakoriak majdnem minden egyéb vizes élőhelyen is, brakkvizes torkolatokban, alacsony pH-jú fekete vizekben valamint barlangok vizében.

## Megjelenésük, felépítésük
Legelőször szembeötlő jellemzőjük, hogy döntő többségük bőrét teljesen beborítják a csontpajzsok. Testük igen lapos, első részük szélesebb magasságuknál. Nem minden fajnál találunk zsírúszót, de ha van, akkor azt erős tövis támasztja meg.
Szájszervük olyan hatékony tapadókoronggá alakult át, hogy a nagyon erős áramlás sem képes elsodorni őket. Olyan nagy szívóerőt képesek kifejteni, hogy szinte leválaszthatatlanok az aljzatról.

## Életmódjuk, élőhelyük
Természetes körülmények között tiszta, gyorsan folyó vizekben élnek (a lapos testforma is ezt szolgálja). Elég érzékenyek a víz minőségére, infuzóriumokkal dúsult vízben könnyen elpusztulnak. Táplálékuk döntő hányada növényi eredetű eleség..

## Tartásuk
A kereskedelemben a leggyakrabban az Ancistrinae, a tepsifejű harcsaformák (Loricariinae) és vértesharcsa-formák (Hypostiminae) (többnyire hibrid) fajait árulják.
Mivel nagyrészt növényevők, akváriumban rendszeresen adjunk nekik spenótot, főtt cukkinit vagy növényi anyagtartalmú táplálék tablettákat. Kedvelik a frissen spenót, de nagyon szer5etzik az üzletekben kapható gyorsfagyasztott parajpürét is. Ha a spenót-, saláta-, reteklevelet nyersen szeretnénk etetni velük, akkor kővel kell a leveleket az akvárium talaján, vagy tapadókoronggtal az oldalfalon rögzíteni. Kedvelik a növényi eredetű eleségtablettákat is, persze a legjobban az algát szeretik.
kaphatók. E fajok szállításakor ügyeljünk arra, hogy a nejlon zacskó sarkai is össze legyenek gumizva, mert ellenkező esetben főként az ivadékok beszorulnak, és könnyen elpusztulhatnak. Betelepítéskor egyesek szeretnek feltapadni a zacskó oldalára, ezért akváriumba való behelyezésük némi odafigyelést, gyakorlatot igényel.

## L-számok
Egyre több tepsifejű harcsát fedeznek fel, és amíg az új fajok nem kapnak tudományos nevet, addig ezekkel a számokkal azonosítják őket (főleg az akvaristáknak van erre igényük). Az L a Loricariidae családra utal, a számok a felfedezés sorrendjében növekszenek.

## Alcsaládok
tepsifejű harcsaformák (Loricariinae),
vértesharcsa-formák (Hypostiminae),
Ancistrinae,
Hypoptopomatinae,
Delturinae,
Lithogeneinae,
Neoplecostominae.